# William Eaton (militaire)
Pour les articles homonymes, voir William Eaton.
William Eaton, né le 23 février 1764 à Woodstock (Connecticut) et décédé le 1er juin 1811 à Brimfield (Massachusetts), est un officier américain impliqué dans la guerre de Tripoli. Il y soutient le frère du pacha de Tripoli, Hamet Karamanli, pour tenter de remporter la victoire.
Le destroyer USS Eaton actif durant la Seconde Guerre mondiale porte son nom.

## Biographie
Eaton rejoint l'armée continentale en 1780 et y sert jusqu'en 1783, où il atteint le rang de sergent. En 1790, il est diplômé du Dartmouth College. En 1792, il accepte un poste de capitaine dans la Légion des États-Unis, qu'il occupe jusqu'au 11 juillet 1797 lorsqu'il est nommé consul à Tunis.

### Consul à Tunis
Au cours de l'après-midi du 11 octobre 1800, William Eaton accepte de garantir un prêt de six mois pour la libération d'Anna Maria Porcile qui allait devenir esclave si aucune rançon n'est remise. Si, à la fin du délai de six mois, le comte Porcile de Settimo San Pietro (Sardaigne) ne peut effectuer la transaction, Eaton serait alors responsable de le faire. Toutefois, Eaton ne possédant pas de fonds substantiels, lorsqu'il se voit contraint de payer la rançon en juin 1801, il emprunte la somme auprès d'un marchand tunisien nommé Unis ben Unis.
En février 1803, le commandant Richard Morris Valentine et le capitaine John Rodgers arrivent à Tunis avec trois frégates lourdement armées. Toutefois, malgré la présence de la flotte, le commandant Morris est arrêté en raison de la dette d'Eaton. Il accepte de payer la dette qui atteint 22 000 dollars et de remplacer Eaton. Ce dernier quitte Tunis avec la flotte, le 10 mars 1803, sur l'USS Chesapeake. Morris déclare dans son rapport que « Eaton a semblé être un homme d'une imagination vive, téméraire, crédule. Et en aucun cas en possession d'un bon jugement ». Cependant, les observations d'Eaton s'avèrent correctes lorsque le 31 octobre 1803, l'USS Philadelphia s'échoue et est capturé à Tripoli, son équipage réduit en esclavage ou racheté.

### Bataille de Derna
Pour un article plus général, voir Guerre de Tripoli.
Le 26 mai 1804, en raison de son expérience en Afrique du Nord, il est nommé agent de la marine dans les régences barbaresques. Il se rend à Alexandrie où l'ancien pacha de Tripoli, Hamet Karamanli, vivrait. À l'arrivée, il apprend que Hamet avait fui vers l'intérieur du pays, où il avait rejoint une armée de rebelles mamelouks à Minyé au nord du Caire. Le plan d'Eaton reposant sur une alliance avec Hamet afin de marcher avec lui sur Tripoli, il part à sa recherche.
L'Égypte souffre alors d'une guerre civile chaotique à la suite des invasions françaises et britanniques. Mais Eaton réussit à obtenir deux bateaux armés et, avec une poignée de bénévoles, remonte le Nil jusqu'au Caire. Le régent local permet à Hamet de traverser les lignes ennemies et, après une série de lettres échangées et certains retards, les deux hommes se retrouvent à Damanhur où ils concluent officiellement une alliance.
Dès lors, Eaton créé un groupe d'environ vingt chrétiens (dont huit marines) et cent mercenaires musulmans pour lancer la prise de contrôle de Tripoli en commençant par Derna. Il parvient à avancer avec un petit détachement de marines dirigé par Presley O'Bannon et sa force de mercenaires sur plus de 500 miles en stoppant les disputes, les menaces et les mutineries engendrées par les divergences d'opinion entre ses soldats européens et arabes, ainsi que par la retenue temporaire des rations par les chrétiens. Appuyé en mer par Isaac Hull, le capitaine de l'USS Argus, dans une « opération combinée », Eaton mène l'attaque lors de la bataille de Derna le 27 avril 1805. La prise de la ville et la menace de progresser davantage sur Tripoli conduisent à la paix négociée en juin 1805 avec le pacha de Tripoli par Tobias Lear et le commandant John Rodgers.
Eaton et Hamet sont déçus par le traité alors que les mercenaires et les marines sont en colère lorsqu'ils apprennent qu'Eaton avait été forcé de renoncer à la prise de Tripoli. Alors qu'Hamet est exilé à Syracuse, Eaton rentre aux États-Unis où il meurt à Brimfield (Massachusetts) le 1er juin 1811.

## Sources
- (en) Cet article est partiellement ou en totalité issu de l’article de Wikipédia en anglais intitulé « William Eaton (soldier) » (voir la liste des auteurs).